# Gemini Air Cargo
A Gemini Air Cargo, é um empresa aérea dos Estados Unidos que atua no ramo do transporte aéreo de cargas.

## Frota
| Aeronaves               | Total |
| ----------------------- | ----- |
| McDonnell Douglas DC-10 | 5     |
| McDonnell Douglas MD-11 | 5     |